# Charles Rennie Mackintosh

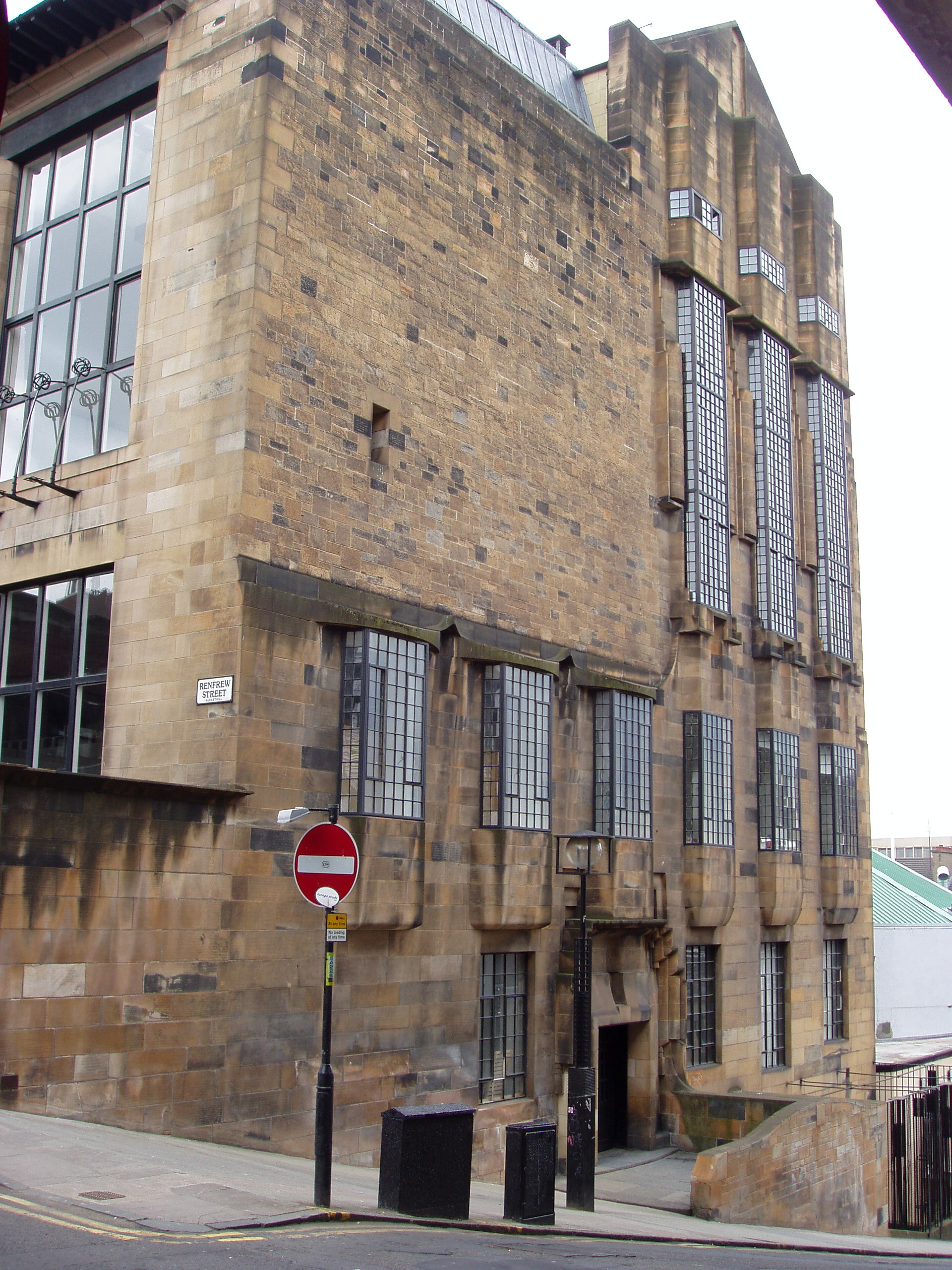
De Glasgow School of Art

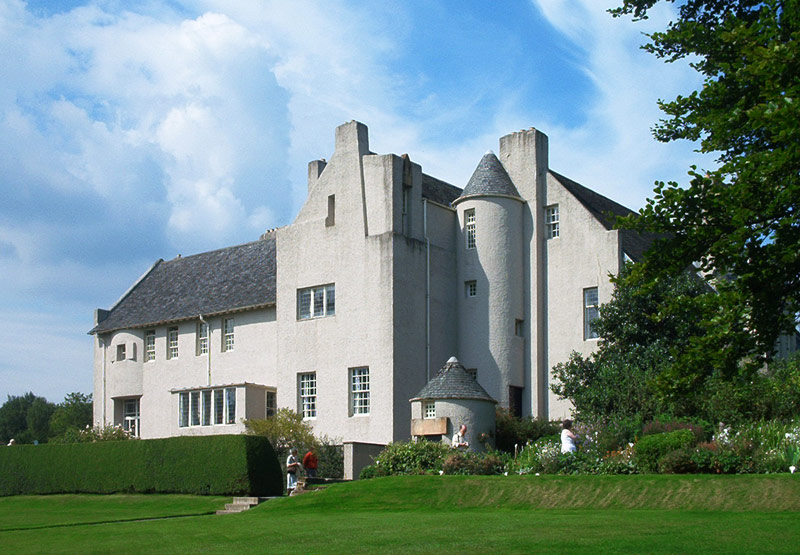
Hill House

Charles Rennie Mackintosh (Glasgow, 7 juni 1868 - Londen, 10 december 1928) was een Schots architect en ontwerper en een van de bekendste vertegenwoordigers van de Arts-and-craftsbeweging.
Zijn vader was een politieofficier en hij bracht zijn jeugd door in Dennistoun een plaats in de omgeving van Glasgow. Op zijn 16e jaar ging hij bij een plaatselijke architect John Hutchison aan het werk en volgde avondklassen aan de Glasgow School of Art. In 1889 ging hij werken bij de architecten Honeyman and Keppie.

## Biografie

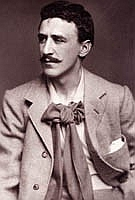
Charles Rennie Mackintosh

Hij vormde samen met zijn latere vrouw Margaret MacDonald, haar zuster Frances MacDonald en haar latere echtgenoot Herbert MacNair, de Glasgow Four. Kenmerkend voor hun werk is een elegante, verticale lijnvoering. Veel voorkomende motieven in het werk van Charles Rennie Mackintosh zijn de rozenknop en de eivorm.
Een van de belangrijkste werken van Mackintosh is de Glasgow School of Art, de kunstacademie die hij zelf had doorlopen en waar hij de andere leden van de Glasgow Four had leren kennen. Het gebouw kwam in twee gedeelten tot stand: het eerste tussen 1896 en 1899 en het tweede, de bibliotheek, tussen 1907 en 1909. In de tussentijd ontwierp hij een ander belangrijk gebouw, het Hill House in Helensburgh. Deze villa en de inrichting ontwierp hij in 1904 voor de uitgever Walter Blackie (Blackie and Son Limited). De opdracht voor het ontwerp van de kathedraal van Liverpool liep hij in 1903 mis.
In eigen land kreeg hij niet veel respons maar in Duitsland en Oostenrijk toonde men veel interesse, vooral dankzij zijn deelname aan een tentoonstelling van de Wiener Secession in 1900. Op de leden van deze groep had hij veel invloed. Ook exposeerde hij op de Turijnse Quadriënnale voor kunstnijverheid van 1902.

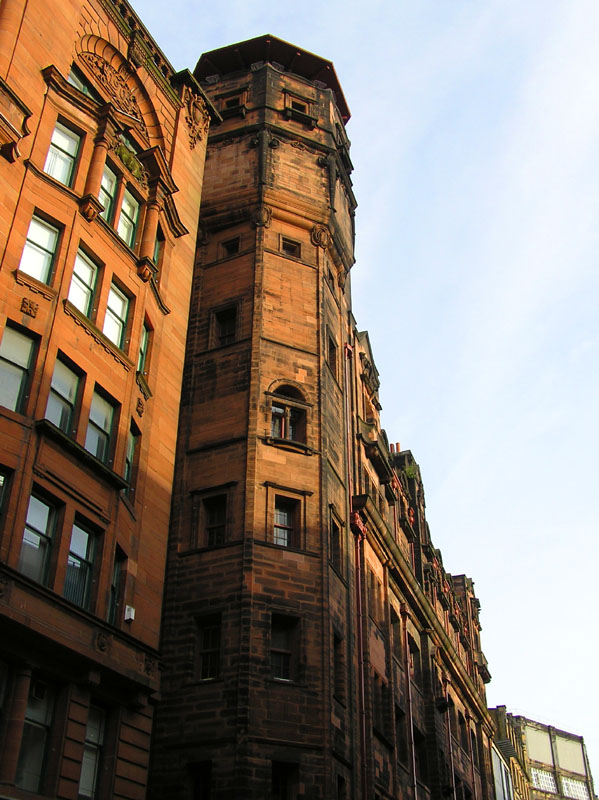
"The Lighthouse", Charles Mackintosh's Glasgow Herald building

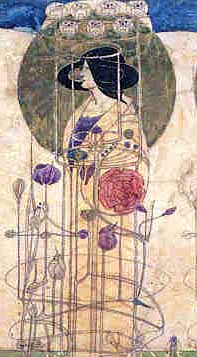
Versiering in Buchanan Tearooms

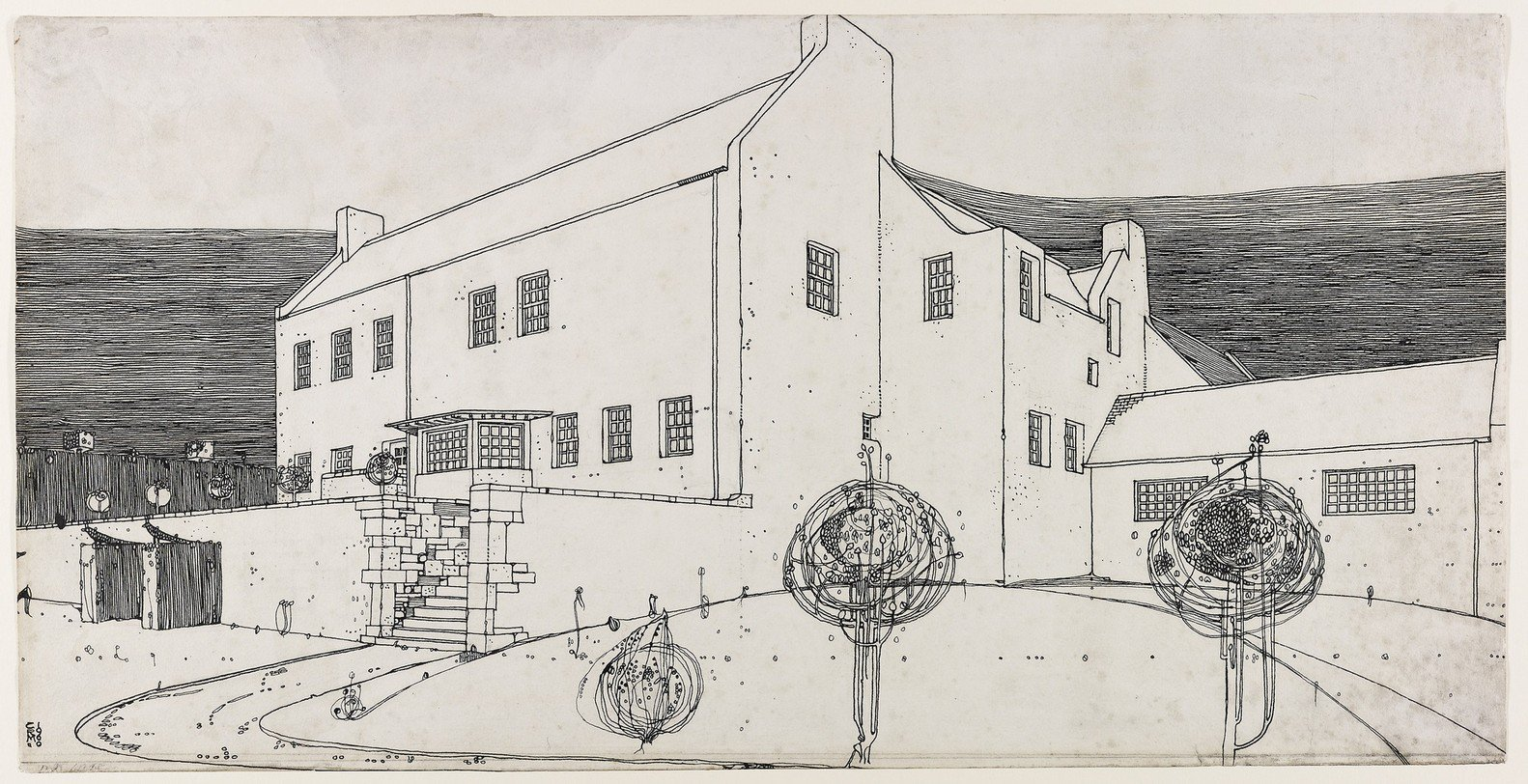
Windyhill, Kilmacolm

## Zijn architectuurwerk
- Glasgow School of Art. Glasgow, 1897-1899 = 1907-1909
- Cranstons tesalonger, Glasgow, 1897-1911
- Windyhill (villa), Glasgow, 1899-1901
- Hill House (villa), Glasgow, 1902
- Queen's Cross Church, Glasgow
- Ruchill Church Hall, Glasgow
- Holy Trinity Church, Stirling
- Scotland Street School, Glasgow
- Martyrs' Public School, Glasgow
- Tidigare Daily Record, kantoor, Glasgow
- Tidigare The Herald kantoor, Mitchell Street, Glasgow (Scotland's Centre for Architecture, Design and the City)

Na 1910 maakte hij geen werken van belang meer.
Sinds 1973 houdt vanuit Glasgow de Charles Rennie Mackintosh Society de herinnering aan de architect levend.